# Kasteel De Campagne

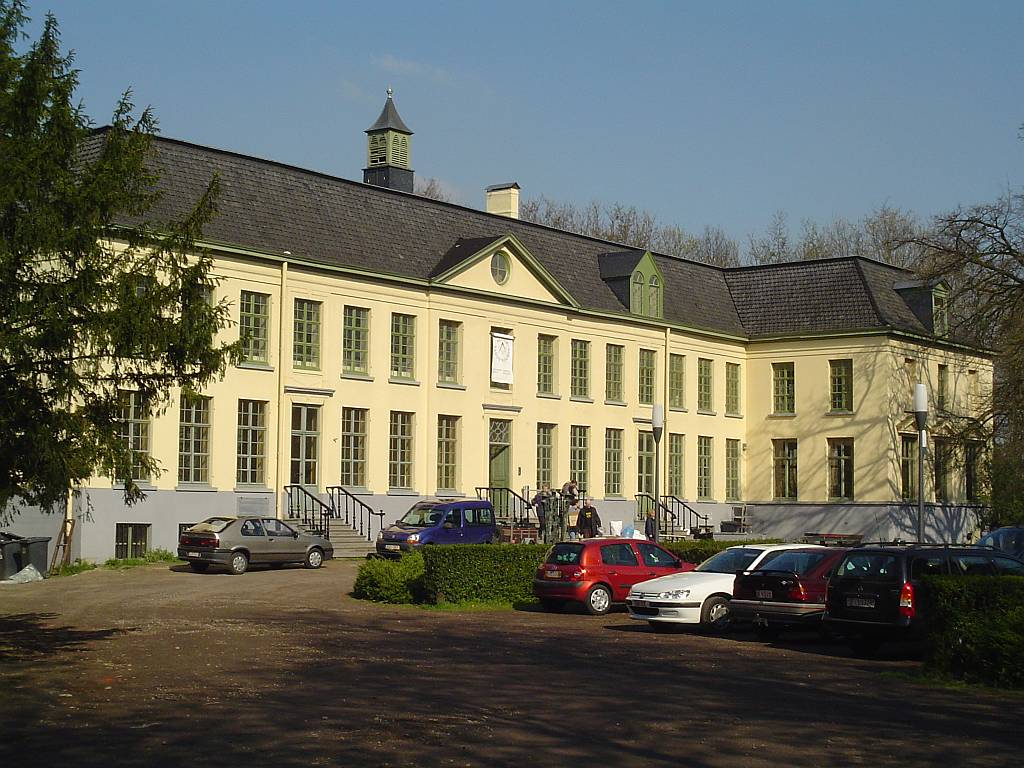
Het kasteel De Campagne

Kasteel De Campagne is een kasteel in Drongen, een deelgemeente van de Oost-Vlaamse hoofdstad Gent. Het werd in de zeventiende eeuw gebouwd in de Gijzelstraat.

## Verschillende bestemmingen
In de achttiende eeuw was De Campagne gekend als Jonkershof of als Kasteel Haemelinck, toen het werd bewoond door een bankiersfamilie. Van 1852 tot 1973 was het eigendom van de Paters Jezuïeten. Daarna werd het aangekocht door de gemeente Drongen, na de fusie van 1977 werd het eigendom van de stad Gent.
Thans wordt het gebruikt door Gentse verenigingen, die er de meest uiteenlopende activiteiten in organiseren. Het kasteel werd beschermd als monument in 1986. Het werd verbouwd en gerenoveerd in 2003-2004.
De bijhorende hoeve werd een kinderboerderij, waar de jeugd in schoolverband er kennis kan komen maken met het landelijk leven en de boerderij. Het kasteelpark is vrij toegankelijk en wordt frequent bezocht door wandelaars.
Het voormalige koetsenhuis werd ingericht als lokaal voor jeugdwerking. Momenteel wordt het gebruikt door Scoutsgroep Woudloper.